# St. Mariä Himmelfahrt (Kalrath)

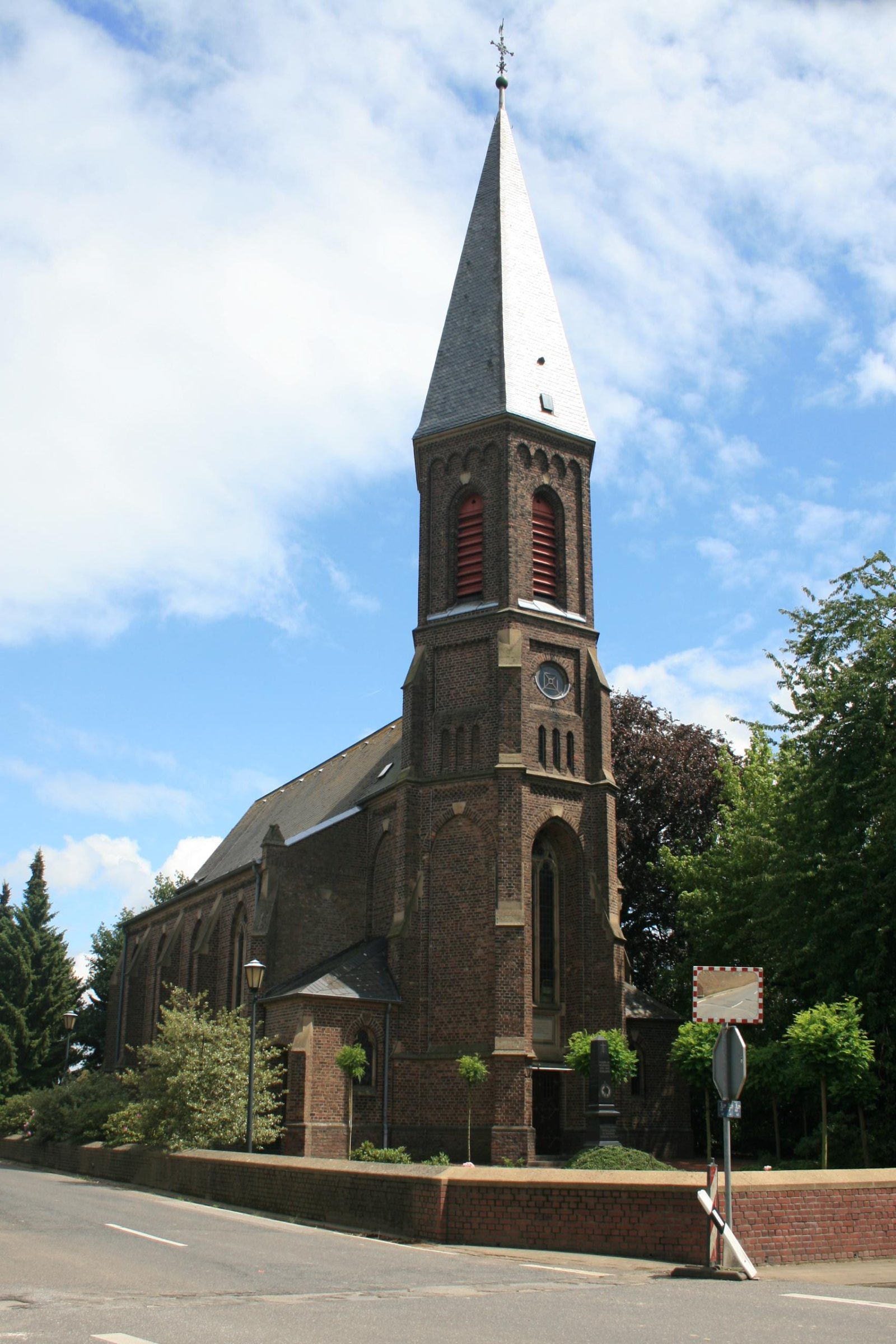
St. Mariä Himmelfahrt in Kalrath

St. Mariä Himmelfahrt ist eine römisch-katholische Pfarrkirche in Kalrath, Gemeinde Titz im Kreis Düren in Nordrhein-Westfalen. Sie wurde zwischen 1890 und 1891 nach Plänen von Hans Hubert Dreher erbaut.
Die Kirche ist der Aufnahme Mariens in den Himmel geweiht und unter Nummer 7 in die Liste der Baudenkmäler in Titz eingetragen.

## Geschichte

### Allgemeines
Eine erste Kapelle in Kalrath wurde um 1775 errichtet. Zu dieser Zeit gehörte der Ort als Filiale zur Pfarrei St. Pankratius, Bettenhoven. Nachdem die Pfarre Bettenhoven im Zuge der Pfarrumschreibung durch die Franzosen 1804 aufgelöst worden war, fiel Kalrath an die Pfarre Rödingen. Erst 1839 wurde die Bettenhovener Pfarrei wiedererrichtet und Kalrath dieser als Filiale zugeschlagen. Um das Jahr 1860 erhielt Kalrath einen eigenen Vikar. 1895 wurde Kalrath schließlich von der Pfarre Bettenhoven abgetrennt und zur eigenständigen Pfarrei erhoben.
Heute ist die Pfarre ein Teil der Gemeinschaft der Gemeinden (GdG) Titz.

### Kirchengebäude
Nachdem die Kapelle aus dem Jahr 1775 unansehnlich wurde, stifteten die Geschwister Josepha und Joseph Lommertzheim einen Bauplatz und den Großteil der Baukosten zum Neubau einer Kirche. Nachdem der Kirchenvorstand der Pfarre Bettenhoven dem Bauvorhaben zugestimmt hatte, wurde der Kölner Architekt Hans Hubert Dreher mit den Neubauplanungen beauftragt. Die Grundsteinlegung fand am 27. Juli 1890 statt und die Konsekration erfolgte am 17. September 1891 durch den damaligen Kölner Weihbischof und späteren Erzbischof Antonius Fischer. 1895 wurde die Kirche schließlich im Zuge der Pfarrerhebung zur Pfarrkirche erhoben. Die alte Kapelle von 1775 wurde 1923 bis auf die Eingangshalle abgebrochen. Die Eingangshalle wurde zu einer Wegkapelle umgebaut und befindet sich in der Rödinger Straße.
Im Zweiten Weltkrieg wurde das Gotteshaus vor allem an Dach und Mauerwerk durch Granattreffer beschädigt. Bereits Ende der 1940er Jahre wurde mit der Ausbesserung der Schäden begonnen und 1955 konnte mit den Renovierungsarbeiten abgeschlossen werden. In den Jahren 1971 bis 1972 erfolgte eine Renovierung des Schieferdaches.

## Architektur
St. Mariä Himmelfahrt ist eine Backsteinhallenkirche im Baustil der Neugotik in West-Ost-Ausrichtung, die zwischen 1890 und 1891 nach den Plänen von Hans Hubert Dreher erbaut wurde. Im Westen befindet sich, dem Langhaus vorgebaut, ein sechseckiger und dreigeschossiger Glockenturm, in dessen Untergeschoss sich das Hauptportal befindet. Links und rechts des Turmes sind zwei kleine Vorbauten angebaut, an deren Süd- bzw. Nordseite sich zwei Seiteneingänge befinden. An den Turm schließt sich das dreischiffige und vierjochige Langhaus an. Die beiden Seitenschiffe entsprechen der halben Breite des Mittelschiffs. Im Osten an das Kirchenschiff schließt sich der fünfseitig geschlossene Chor an. Sämtliche Fenster sind zweibahnig und besitzen, für die Neugotik und Gotik typisch, ein Maßwerk. Das Langhaus besitzt ein Kreuzgratgewölbe und den Chor überspannt ein Kreuzrippengewölbe. In der Ecke zwischen der Südseite des Chors und der Ostseite des südlichen Seitenschiffs befindet sich die Sakristei.

## Ausstattung
In der Kirche befindet sich eine reichhaltige neugotische Ausstattung aus den 1890er Jahren. Der Hochaltar ist eine Arbeit aus Eichenholz mit einer Darstellung von Christus am Ölberg und einer weiteren Darstellung der Grablegung Christi. Die beiden dazugehörigen Nebenaltäre sind dem hl. Herzen Jesu und dem hl. Josef geweiht. Diese drei Altäre, sowie ein kleiner Maria-Hilf-Altar, die Rahmen der Kreuzwegstationen und die hölzerne Kanzel sind Werke der Kunstschreinerei J. Bugten & Söhne aus Düsseldorf. Die Kirchenbänke, die Kommunionbank und der Beichtstuhl stammen aus gleicher Zeit und sind Werke eines Schreiners aus Hasselsweiler. Besonders erwähnenswert ist die komplett erhaltene ornamentale Ausmalung aus dem Jahr 1901, die ein Werk des Malers Fritz Hoegen ist. Auch einige Buntglasfenster aus dem Jahr 1891 der Firma Hertel & Lersch, Düsseldorf sind erhalten. Das mittlere Chorfenster stellt die Krönung Mariens dar. Die restlichen Fenster stammen aus dem Jahr 1954 und wurden vom Krefelder Glasmaler Pitt van Treeck geschaffen.

## Orgel
Des Weiteren befindet sich in St. Mariä Himmelfahrt eine Orgel der Firma Johannes Klais Orgelbau aus Bonn aus dem Jahr 1893. Diese Orgel besitzt 10 Register auf zwei Manuale und Pedal verteilt. 2012 wurde das Instrument von Philipp C.A. Klais restauriert. Das Instrument ist im Originalzustand erhalten und besitzt die Opuszahl MV39.

## Glocken
| Nr. | Name      | Durchmesser (mm) | Masse (kg, ca.) | Schlagton (HT-1/16) | Gießer                                                              | Gussjahr |
| 1   | Herz Jesu | 820              | 325             | c"                  | Theodor Hugo Rudolf Edelbrock; Fa. Petit & Gebr. Edelbrock, Gescher | 1891     |
| 2   | Maria     | 730              | 250             | d"                  | Johannes Mark; Eifeler Glockengießerei, Brockscheid                 | 1984     |
| 3   | Josef     | 680              | 173             | e"                  | Gebr. Ulrich, Apolda                                                | 1928     |

## Pfarrer
Folgende Priester wirkten bislang als Pastor an St. Mariä Himmelfahrt:
| von – bis | Name                                |
| --------- | ----------------------------------- |
| 1930–1935 | Karl Nießen                         |
| 1935–1940 | Bernhard Pesch                      |
| 1940–1942 | Heinrich Hoffmanns                  |
| 1942–1952 | Josef Prömpler                      |
| 1952–1960 | Josef Kramer                        |
| 1960–1969 | P. Franz Christl OSFS               |
| 1969–1972 | Friedrich Stoetz                    |
| 1972–1974 | Vakant                              |
| 1974–1975 | P. Wilhelm Bertram OSFS             |
| 1975–1988 | P. Heinrich Spelthahn OSFS          |
| 1988–2020 | Wolf-Dieter Telorac                 |
| Seit 2020 | Norbert Glasmacher (Pfarrverwalter) |

## Sonstiges
Eine fast baugleiche Kirche die sich nur in wenigen Details vom Kalrather Gotteshaus unterscheidet, ist die Pfarrkirche St. Simon und Judas Thaddäus in Thorr, einem Stadtteil von Bergheim im Rhein-Erft-Kreis. Sie wurde zwischen 1893 und 1895 errichtet und ist ebenfalls ein Werk des Architekten Hans Hubert Dreher.